# Christine Lager
Karin Christine Lager (* 1962 in Visby) ist eine schwedische Juristin. Seit 2022 ist sie Richterin am Högsta domstolen, dem Obersten Gerichtshof Schwedens.

## Leben und Wirken
Nach dem Schulbesuch in Visby studierte Lager Rechtswissenschaften an der Universität Uppsala, wo sie 1987 ihren Abschluss machte. Ihr anschließendes Referendariat absolvierte sie am Bezirksgericht von Uppsala. Ab 1990 war sie als Assistenzrichterin am Svea hovrätt tätig, wechselte aber bereits 1992 als Rechtsanwältin in eine Stockholmer Anwaltskanzlei. 1998 trat Lager eine Stelle als Beraterin am schwedischen Justizministerium an, wo sie nach einer Beförderung zur stellvertretenden Direktorin 2001 schließlich zur Regierungsdirektorin ernannt wurde. 2009 wechselte sie als Planungsdirektorin und Leiterin des Stabs des Generaldirektors in die schwedischen Gerichtsverwaltung. 2016 kehrte sie als Vorsitzende Richterin am Svea Hövrätt zurück in den Justizdienst. Gleichzeitig wurde sie zur Präsidentin des Patent- und Markenberufungsgerichtshofs ernannt.
2022 wurde Lager zur Richterin am Högsta domstolen ernannt. Sie trat ihre Stellung am 29. August 2022 an.